# Kísértések
A Kísértések (Everybody Says Don't) a Született feleségek (Desperate Housewives) című amerikai filmsorozat negyvenegyedik epizódja. Az Amerikai Egyesült Államokban először az ABC (American Broadcasting Company) adó sugározta 2006. április 2-án.

## Az epizód cselekménye
Bree a józansága huszadik napján már egyáltalán nem gondol az italra, ugyanis gondolatait teljesen más köti le, vagyis a mentora, Peter McMillian. Carlos és Gabrielle ajándékot visznek Libby-nek a bárba, ahol táncosnőként dolgozik, és meghökkenve értesülnek róla, hogy a nőnek van barátja. Carlos azonban ennek ellenére nem adja fel a babaszerzési akciót. Felicia emlékezteti Mike-ot az egykor tett ígéretére, miszerint legszívesebben megölné Paul Young-ot, ám Mike közli az indulatos asszonnyal, hogy a dolgok immár megváltoztak. Susan és Julie nem térnek magukhoz a döbbenettől, amikor kiderül, hogy Edie meglepetésből eljegyzési partit, majd azonnali esküvőt szervez Karl-lal. Ám nem telik el sok idő, és éppen Susan-t és Karl-t éri hatalmas meglepetés – Dr. Ron jóvoltából, majd Edie példás büntetést szab ki rájuk. Andrew nagykorúsíttatási ügye a tanúk meghallgatásával folytatódik. Lynette teljesen elbizonytalanodik Bree-t illetően, ezért a tanúvallomása előtt Andrew-t egy tesztnek veti alá. Solis-ékat értesíti Libby, hogy beindult nála szülés, miközben Edie eljegyzésén Felicia rendez hatalmas botrányt.

## Mellékszereplők
- Harriet Sansom Harris – Felicia Tilman
- Jay Harrington – Dr. Ron McCready
- Lee Tergesen – Peter McMillan
- Nichole Hiltz – Libby Collins
- Eddie McClintock – Frank Helm
- John Kapelos – Eugene Beale
- Bruce Jarchow – Samuel "Sam" Bormanis
- Diana Delano – Donna
- Jennifer Lyons – Cecile
- Roxana Brusso – Szülészeti ápolónő

## Mary Alice epizódzáró monológja
- A narrátor, Mary Alice monológja az epizód végén így hangzik (a magyar változat alapján):

„Mindannyiunkat utolér a kísértés. Az, hogy képesek vagyunk-e legyőzni, azon múlik, hogy felismerjük-e, milyen álarc mögé bújik. Van, hogy egy rég kihunytnak hitt szerelem alakját ölti, ami most újra fellobban. Vagy egy új barát képében érkezik, aki akár még sokkal több is lehetne. Vagy egy apró gyermekében, aki olyan érzéseket ébreszt bennünk, amelyek létezéséről sem tudtunk. És így végül engedünk a kísértésnek. Holott mindvégig tudjuk jól, hogy ha eljő a reggel, súlyos árat fogunk fizetni érte.”

## Epizódcímek szerte a világban
- Angol: Everybody Says Don't (Mindenki azt mondja: Ne!)
- Francia: Autant en emporte le vin
- Lengyel: Nieodparta pokusa (Ellenállhatatlan kísértések)
- Német: Unwiderstehlich (Ellenállhatatlan)